# Hergottellinae
Hergottellinae es una subfamilia de foraminíferos bentónicos de la familia Patellinidae, del suborden Spirillinina y del orden Spirillinida. Su rango cronoestratigráfico abarca desde el Aptiense (Cretácico inferior) hasta la Actualidad.

## Clasificación
Hergottellinae incluye a los siguientes géneros:
- Hergottella †
- Heteropatellina
- Patellinoides